# Strömmen (Åland)

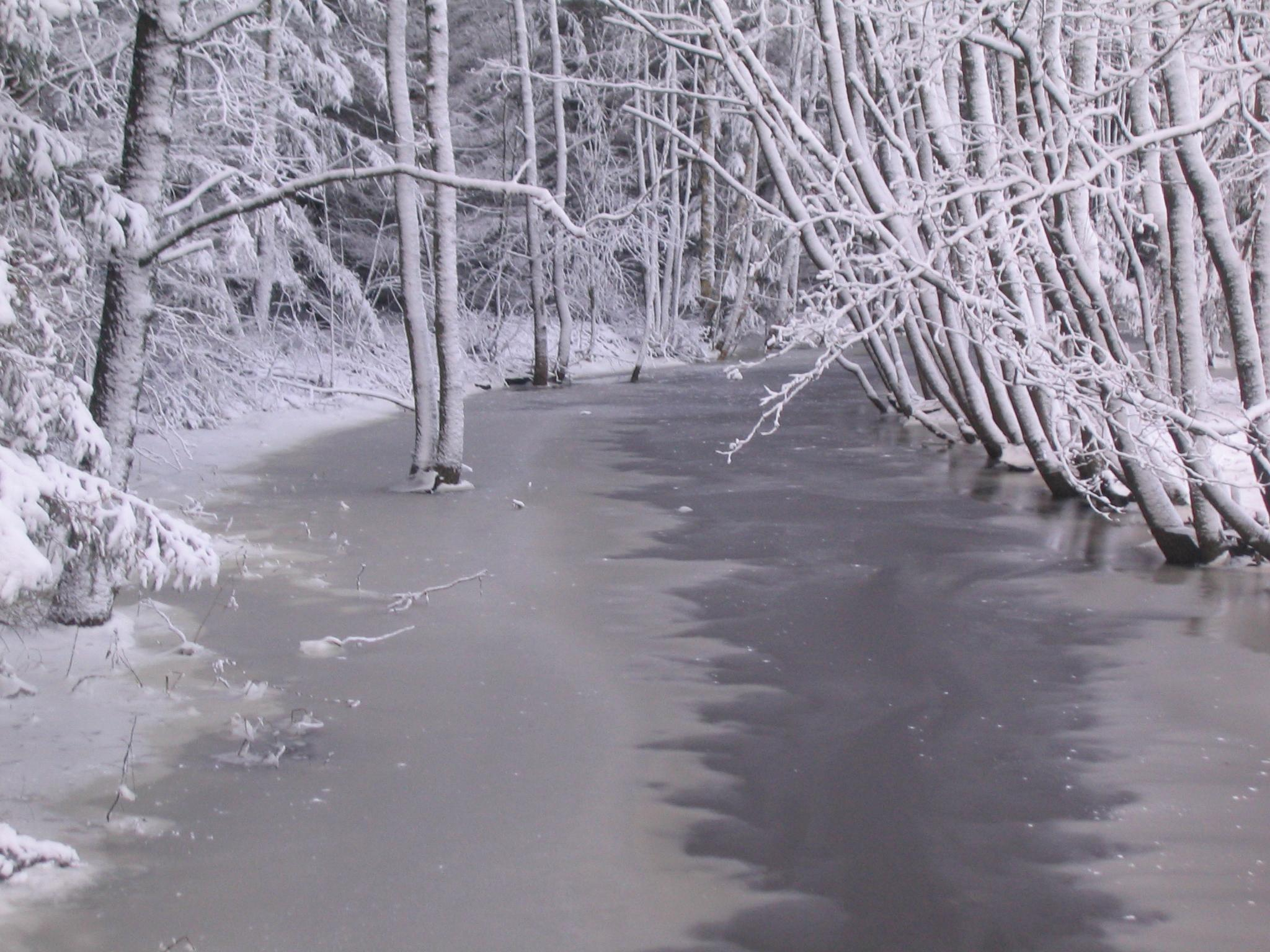
Strömmen är en liten å, men på vissa ställen ganska bred.

Strömmen är en mindre å som rinner från Jomala på Åland, genom Storträsk i Finström och sedan till innerskärgården.
På 1950-talet ville bönderna i mellersta Finström få tillgång till mera åkermark. Man dikade då ut flera insjöar och träsk, nämligen Storträsk, Bjärströmsträsk, Koträsk och Västerträsk. Innan man dikade ut var vattensystemet störst bland alla insjöar på ön. Strömmen är den största av utdikningarna och går genom Svartsmara och Rågetsböle för att sedan mynna ut i Rågetsbölefjärden. Utplanteringar av gäddor och id har gjort att det vårtid simmar tusentals idar och gäddor uppströms för att komma till parningsplatsen i Storträsk. Fallhöjden är cirka 12 m och längden 10 km.